# Totenalb
Die Totenalb ist ein knapp dreizehn Kilometer langer, westlicher und rechter Nebenfluss der Steinalp in Rheinland-Pfalz.

## Name
Der Name erscheint erstmals als Name einer Wüstung im Jahr 1353 (Dadenhalben) in den historischen Aufzeichnung. Das Suffix stammt aus dem Keltischen und wird als „Weißwasser“ gedeutet. Das Bestimmungswort könnte möglicherweise vom germanischen *þada- „geschmolzen“ abgeleitet sein.

## Geographie

### Verlauf
Die Totenalb entspringt etwa 4,3 km nordöstlich von Baumholder auf einer Höhe von 448 m ü. NHN. Von hier aus fließt der Bach zunächst vorrangig nach Südosten. Nach etwa der Hälfte der Flussstrecke wendet sich der Flusslauf nach Osten. Nordwestlich von Niederalben mündet die Totenalb auf 211 m ü. NHN rechtsseitig in die Steinalp.
Die Totenalb mündet nach einem 12,9 km langen Weg 282 Höhenmeter unterhalb ihrer Quelle, was einem mittleren Sohlgefälle von 21,9 ‰ entspricht. Der Bach entwässert sein 50,654 km² großes Einzugsgebiet über Steinalp, Glan, Nahe und Rhein zur Nordsee.

### Nebenflüsse
Der Totenalb fließen zahlreiche kurze Bäche zu. Größter Nebenfluss ist die 7,2 km lange Kaueralb mit einem Einzugsgebiet von 11,601 km². Im Folgenden werden die Nebenflüsse der Totenalb in der Reihenfolge von der Quelle zur Mündung genannt, die von der Wasserwirtschaftsverwaltung Rheinland-Pfalz geführt werden. Angegeben ist jeweils die orografische Lage der Mündung, die Länge, die Größe des Einzugsgebiets, die Höhenlage der Mündung und die Gewässerkennzahl.
| Name        | Lage   | Länge [km] | Einzugsgebiet [km²] | Mündungshöhe [m ü. NHN] | DGKZ     |
| ----------- | ------ | ---------- | ------------------- | ----------------------- | -------- |
| Mühlenbach  | rechts | 2,6        | 3,837               | 417                     | 2546462  |
| Guthausbach | rechts | 5,3        | 8,316               | 360                     | 2546464  |
| Auersbach   | rechts | 3,9        | 7,258               | 279                     | 25464652 |
| Kaueralb    | rechts | 7,2        | 11,601              | 262                     | 2546466  |
| Fahrsbach   | links  | 1,8        | 1,242               | 251                     | 25464672 |
| Lattenbach  | links  | 1,6        | 1,121               | 240                     | 25464674 |
| Talbach     | rechts | 2,8        | 3,313               | 221                     | 2546468  |

## Umwelt
Die Totenalb zählt zu den grobmaterialreichen, silikatischen Mittelgebirgsbächen. Der Bach durchfließt durch ein unbewohntes Tal mit einigen Wüstungen. Die Einordnung der Gewässerstrukturgüte wurde bisher nicht veröffentlicht. Die Gewässergüte wird durchgehend mit gering belastet angegeben (Stand 2005).

## Verkehr
Die Landesstraße 169 begleitet die Totenalb von der Einmündung des Guthausbach bis zur Mündung in die Steinalp.